# Startex
Startex es un lugar designado por el censo (en inglés, census-designated place, CDP) situado en el condado de Spartanburg, Carolina del Sur, Estados Unidos. Según el censo de 2020, tiene una población de 745 habitantes.

## Geografía
La localidad está ubicada en las coordenadas 34°55′49″N 82°05′21″O / 34.93028, -82.08917 (34.930246, -82.089109). Según la Oficina del Censo, tiene una superficie total de 2.84 km², de los cuales 2.81 km² corresponden a tierra firme y 0.03 km² están cubiertos de agua.

## Demografía
Según la estimación 2018-2022 de la Oficina del Censo, los ingresos medios de los hogares son de $44,353 y los ingresos medios de las familias son de $44,116. No hay personas bajo la línea de pobreza nacional residiendo en la localidad.